# Schleuse Hohenbruch
Die Schleuse Hohenbruch befindet sich am Kilometer 7,10 des Ruppiner Kanals südlich des Ortes Hohenbruch. Hohenbruch ist ein Ortsteil der Stadt Kremmen im Landkreis Oberhavel in Brandenburg.

## Geschichte
Der Ruppiner Kanal ist eine schiffbare Verbindung zwischen dem Rhin am Ruppiner See und der Havel bei Oranienburg.
Der Kanal ist eine Landeswasserstraße. Sein östlicher Teil war ein schon im 17. Jahrhundert ausgebauter und zum Flößen und zur Entwässerung benutzter Graben zwischen dem Hohen Bruch und der Havel. Im 18. Jahrhundert wurde dieser Schweizergraben genannt, nach den Bewohnern der Schweizerkolonie Hohenbruch, durch die das Land nördlich des Kanals urbar gemacht wurde.

## Die Schleuse
Die erste Schleuse wurde mit Fertigstellung des Kanals 1788 gebaut. Vermutlich entstand sie in der damals üblichen Form der Buschschleuse. Die heutige Schleuse Hohenbruch wurde 1890 fertiggestellt. Im Jahr 1994 erfolgte eine umfassende Rekonstruktion. Die Schleusenkammer hat offiziell eine Nutzlänge von 41,20 Meter und eine Breite von 6,90 Meter. Die Fallhöhe beträgt im Mittelwert 70 Zentimeter. Mit der Erneuerung der Schleuse Anfang der 1990er Jahre wurden die senkrechten Schleusenkammerwände neu verklinkert und die Stemmtore erneuert.
Für kleinere Sportboote steht eine Bootsschleppe mit Schienenwagen zum Überwinden der Kanalstufe zur Verfügung. Schleusungen in der Saison erfolgen in der Regel immer zur vollen Stunde. Von Dezember bis Mitte März ruht der Schleusenbetrieb.

## Bilder

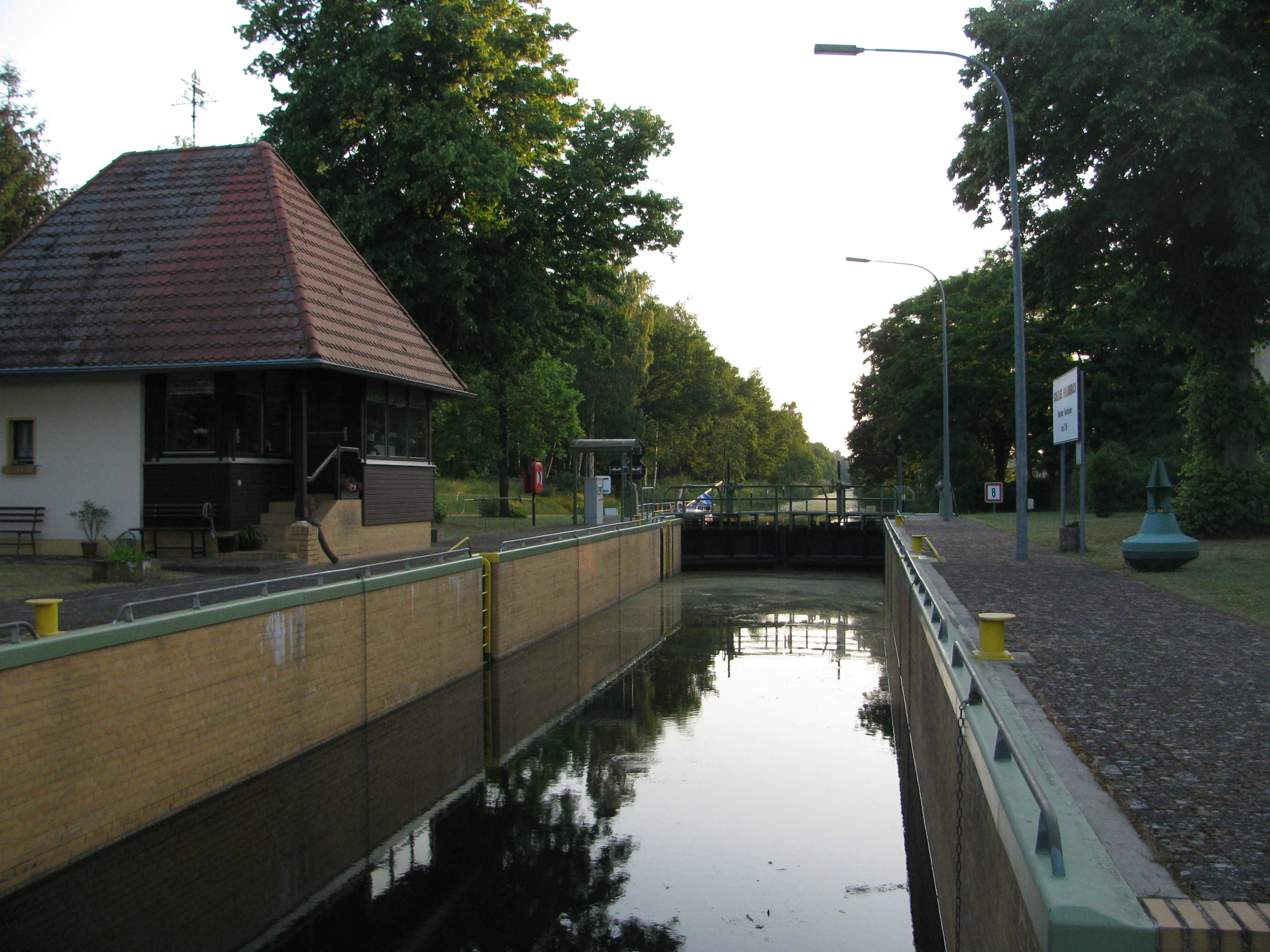
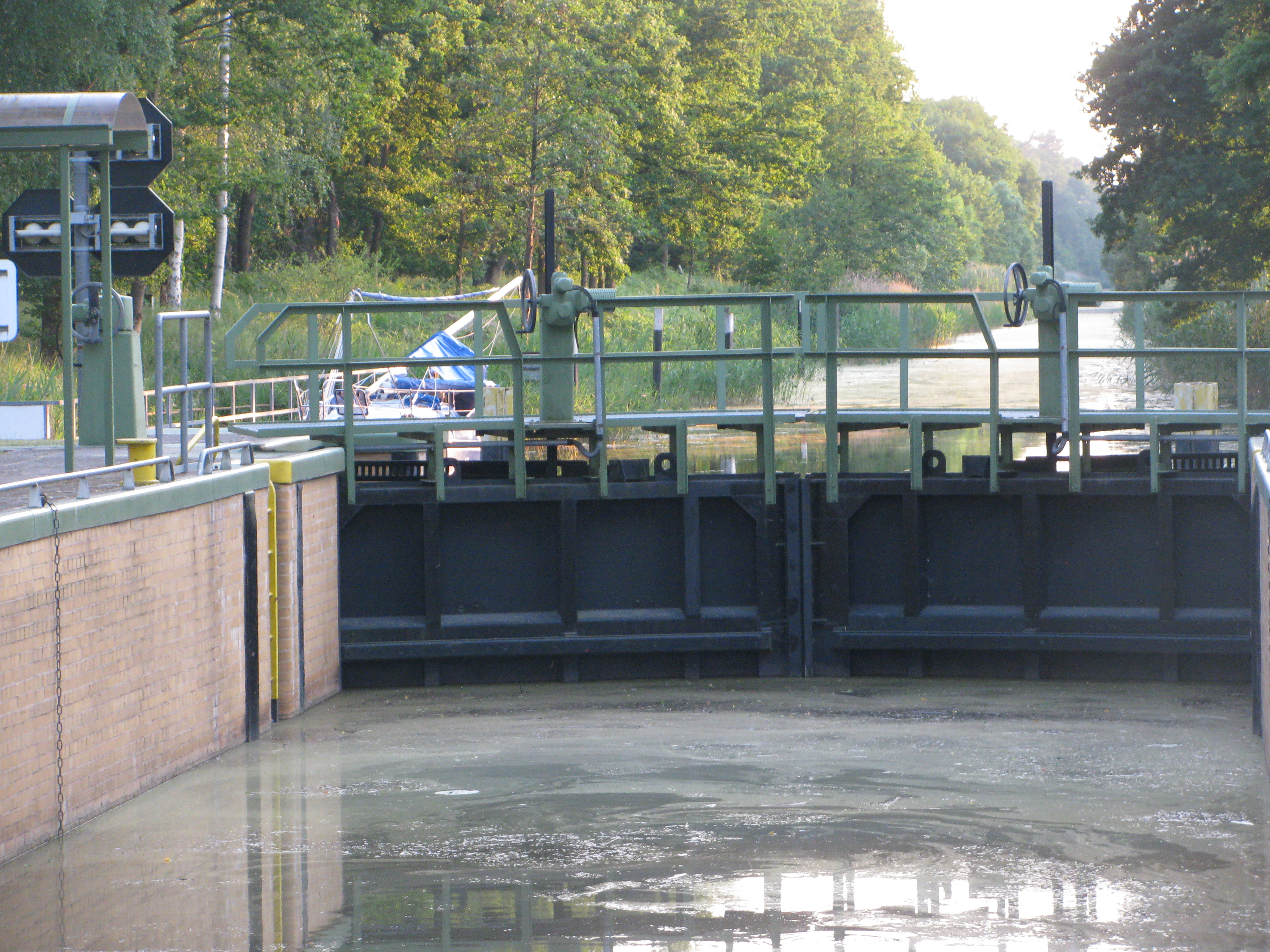
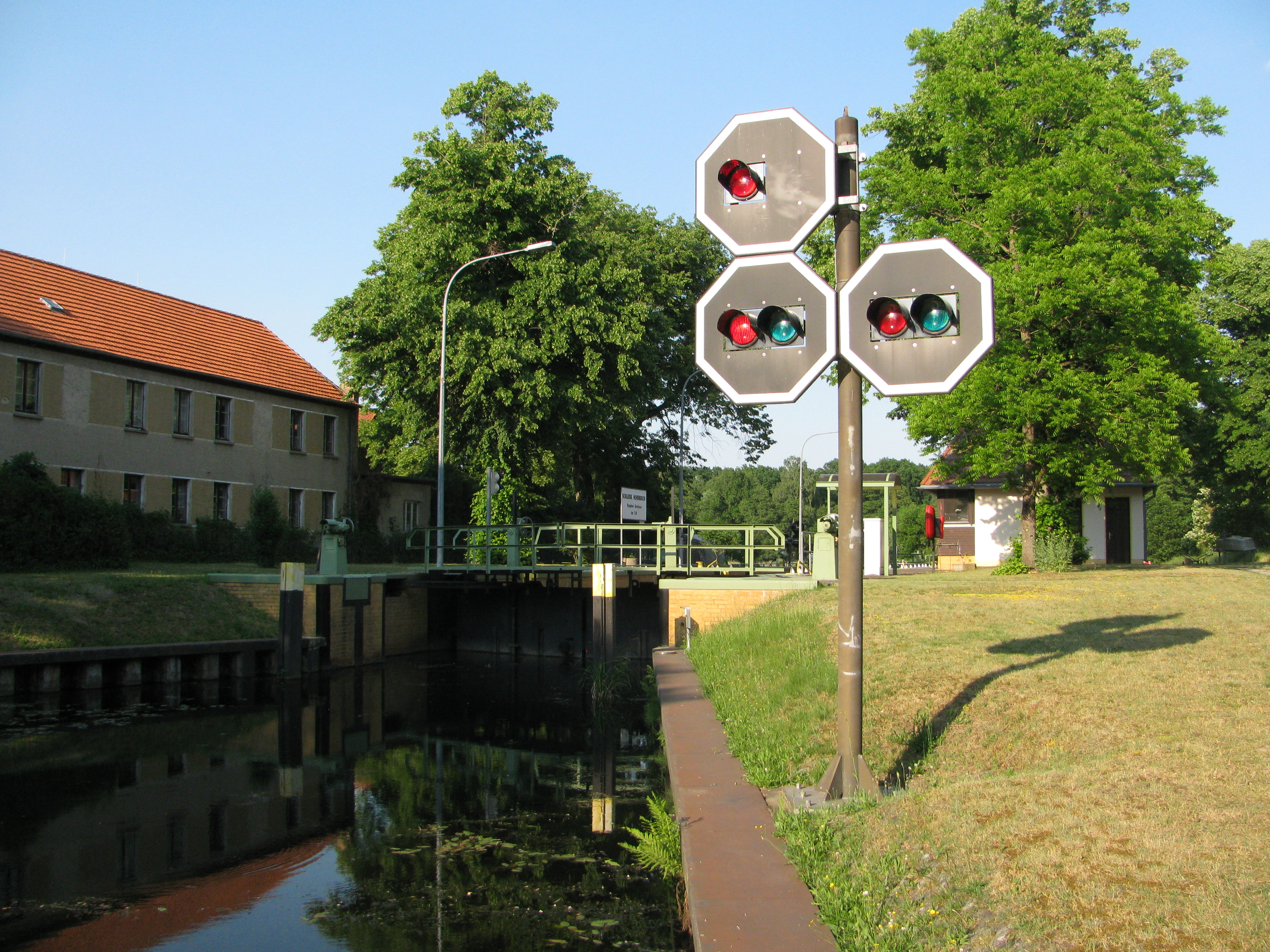
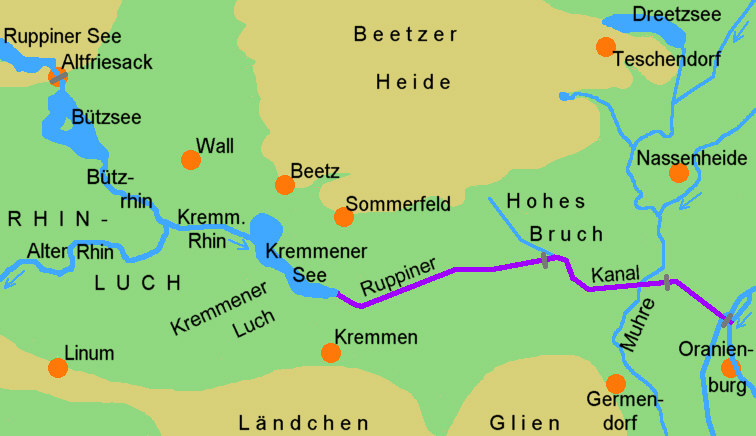

## Karten
- Folke Stender: Redaktion Sportschifffahrtskarten Binnen 2. Nautische Veröffentlichung Verlagsgesellschaft, ISBN 3-926376-10-4.
- W. Ciesla, H. Czesienski, W. Schlomm, K. Senzel, D. Weidner: Schiffahrtskarten der Binnenwasserstraßen der Deutschen Demokratischen Republik 1:10.000. Band 4. Herausgeber: Wasserstraßenaufsichtsamt der DDR, Berlin 1988, OCLC 830889996.